# Тереклы-Карса
Тереклы́-Карса́ (укр. Тереклі-Карса, крымскотат. Terekli Qarsa, Терекли Къарса) — исчезнувшее село в Ленинском районе Республики Крым, располагавшееся на юго-западе района и Керченского полуострова, примерно в 5,5 км к юго-западу от современного села Яркое.

## История
Первое документальное упоминание села встречается в Камеральном Описании Крыма… 1784 года, судя по которому, в последний период Крымского ханства Тереклер входил в Арабатский кадылык Кефинского каймаканства.
После присоединения Крыма к России (8) 19 апреля 1783 года, (8) 19 февраля 1784 года, именным указом Екатерины II сенату, на территории бывшего Крымского Ханства была образована Таврическая область и деревня была приписана к Левкопольскому, а после ликвидации в 1787 году Левкопольского — к Феодосийскому уезду Таврической области. После Павловских реформ, с 1796 по 1802 год, входила в Акмечетский уезд Новороссийской губернии. По новому административному делению, после создания 8 (20) октября 1802 года Таврической губернии, Тереклы-Карса был включён в состав Парпачской волости Феодосийского уезда.
По Ведомости о числе селений, названиях оных, в них дворов… состоящих в Феодосийском уезде от 14 октября 1805 года, в деревне Тереклы-Корса числилось 6 дворов и 23 жителя. На военно-топографической карте генерал-майора Мухина 1817 года деревня Дереклы кирса обозначена с 6 дворами. После реформы волостного деления 1829 года Терекли Карса, согласно «Ведомости о казённых волостях Таврической губернии 1829 года», отнесли к Агерманской волости (переименованной из Парпачской). На карте 1836 года в деревне 2 двора, а на карте 1842 года Тереклы Карса обозначен условным знаком «малая деревня», то есть, менее 5 дворов.
В 1860-х годах, после земской реформы Александра II, деревню приписали к Арма-Элинской волости. Согласно «Списку населённых мест Таврической губернии по сведениям 1864 года», составленному по результатам VIII ревизии 1864 года, Тереклы-Карсай — владельческий татарский хутор с 3 дворами и 15 жителями при колодцах, а по обследованиям профессора А. Н. Козловского начала 1860-х годов, в селении «пользуются дождевой водой, собираемой в аутах и запрудах» (Аут — небольшой пруд в степном Крыму, наполнявшийся дождевой и талой водой).. На трёхверстовой карте Шуберта 1865—1876 года в деревне Тереклы-Карса обозначено 6 дворов.
В следующий раз селение встречается в «…Памятной книжке Таврической губернии на 1892 год», согласно которой в безземельной деревне Терекли-Корса Петровской волости, не входившей ни в одно сельское общество, жителей и домохозяйств не числилось. На верстовой карте Крыма 1896 года на хуторе обозначен 1 двор с русским населением и мечеть. По «…Памятной книжке Таврической губернии на 1902 год» на хуторе Тереклы-Корса, входившем в Джапар-Бердынское сельское общество, числилось 15 жителей в 3 домохозяйствах. В дальнейшем в доступных источниках не встречается.

### Динамика численности населения
- 1805 год — 23 чел.[12]
- 1864 год — 15 чел.[19]
- 1892 год — 1 чел.[22]
- 1902 год — 15 чел.[24]